# Volkswagen Golf Plus
Volkswagen Golf Plus — субкомпактвэн, созданный на базе Volkswagen Golf V и выпускавшийся с 2005 по 2014 года. В 2014 году был заменён на Volkswagen Golf Sportsvan.

## Golf Plus
В декабре 2004 года, концерн Volkswagen анонсировал  вариант Golf 5. Он на 9,5 см выше, чем стандартный Golf, но на 15 см короче, чем другой компактвэн компании, семиместный Touran. По сравнению с Volkswagen Golf кузов претерпел значительные изменения, изменена как передняя часть кузова - оптика, крылья, бампер, так и задняя - другая задняя дверь, светодиодные фонари. В передних стойках появились треугольные окошки. Передняя панель поднялась вверх, получила 4 пары дефлекторов вентиляции, приобретя тем самым минивэнный характер. Эту же панель впоследствии стали устанавливать в VW Tiguan. За счет более вертикальной посадки салон стал просторнее, пространство для ног увеличилось как у водителя, так и у пассажиров. Для сохранения эталонной управляемости, присущей Гольф 5, при увеличении высоты кузова, была немного увеличена жесткость подвески.
Volkswagen Golf Plus стал первой моделью Volkswagen, поставлявшейся в Россию с турбированным двигателем 1.4 TSI (122 л.с.) и роботизированной семиступенчатой коробкой передач DSG-7 с двойным сухим необслуживаемым узлом сцепления марки Luk. Данное сцепление имело ряд недостатков и множество нареканий со стороны клиентов, что вынудило концерн Volkswagen увеличить гарантию на DSG-7 до 5 лет или 150.000 км. пробега.
В 2006 на Paris Motor Show Volkswagen выпустил новый вариант CrossGolf, который является внедорожной версией Golf Plus. Он был разработан брендом VW Individual, который разработал Golf R32 и CrossPolo. CrossGolf доступен только в конфигурации с приводом на передню ось (как CrossPolo) и поставляется с двумя бензиновыми 1.6 и 1.4 TSI, а также с двумя дизельными двигателями 1.9 TDI и 2.0 TDI с мощностью от 75 КВт / 102 л. с. до 103 КВт / 140 л. с.
- Golf Plus 2004-настоящее
- Golf Plus (вид сзади) 2004
- CrossGolf 2006

## Golf Sportsvan
Golf 7 поколения в кузове минивэн, в отличие от предыдущих поколений, компания назвала «Golf Sportsvan». Концепт-кар был показан в 2013 году. Серийное производство субкомпактвэна началось  весной 2014 года.
Golf Sportsvan стал лучшим автомобилем в классе в 2014 году по версии Euro NCAP.

### Безопасность
| Euro NCAP                                                                  | Euro NCAP | Euro NCAP | Euro NCAP             |
| -------------------------------------------------------------------------- | --------- | --------- | --------------------- |
| · общий рейтинг                                                            |           |           |                       |
| 87%                                                                        | 85%       | 62%       | 73%                   |
| взрослый пассажир                                                          | ребёнок   | пешеход   | активная безопасность |
| Протестированная модель: VW Golf Sportsvan 1.6 TDI Comfortline, LHD (2014) |           |           |                       |

В рейтинге германской «Ассоциации технического надзора» (VdTUV) в возрастной категории «от 2 до 3 лет» Golf Sportsvan занял второе место по надежности среди подержанных автомобилей 2018 года